# 11652 Johnbrownlee
11652 Johnbrownlee eller 1997 CK13 är en asteroid i huvudbältet som upptäcktes den 7 februari 1997 av de båda italienska astronomerna Francesco Manca och Piero Sicoli vid Sormano-observatoriet. Den är uppkallad efter John W. Brownlee.
Asteroiden har en diameter på ungefär 15 kilometer och den tillhör asteroidgruppen Themis.